# 周恩来总理视察新会纪念室
周恩来总理视察新会纪念室，又名新会周恩来纪念馆，位于中国广东省江门市新会区会城街道冈州大道圭峰山国家森林公园。1979年，被列入新会县文物保护单位。
1958年7月1日至7日，时任国务院总理周恩来到新会县视察，参观了新会劳动大学等地。为纪念此次视察，新会劳动大学内设立了一间周总理视察新会纪念室。1999年，有关部门决定将该纪念室扩建为周恩来总理视察新会纪念馆，2001年9月对外开放。